# Саммитт, Пэт
Патри́сия Сью «Пэт» Са́ммитт (англ. Patricia Sue "Pat" Summitt), урождённая Патри́сия Сью Хед (англ. Patricia Sue Head; 14 июня 1952, Кларксвилл, штат Теннесси, США — 28 июня 2016, Ноксвилл, штат Теннесси, США) — главный тренер, а затем тренер-эмерит студенческой баскетбольной команды «Теннесси Леди Волантирс». На тренерском поприще установила рекорд по количеству побед как среди мужских, так и женских баскетбольных команд в любом дивизионе за всю историю NCAA (1098). Руководила «Волантирс» 38 лет (1974—2012), выиграв за это время восемь национальных чемпионатов NCAA за 22 года (1986—2008), уступая по данному показателю только рекорду в 11 побед, одержанным Джено Ориммой с «Коннектикут Хаскис» за 22 года (1994—2016) и 10 титулам, завоёванным легендарным Джоном Вуденом с «УКЛА Брюинз» всего за 12 лет (1963—1975). Она единственный тренер в истории женской NCAA, а также одна из пяти тренеров студенческих команд, одержавшая более 1000 побед. Серебряный призёр Олимпийских игр 1976 года в Монреале в качестве игрока.
В апреле 2000 года она была признана лучшим баскетбольным тренером XX века. В 2009 году журнал Sporting News разместил её на 11-м месте в своём списке 50 величайших тренеров всех времён во всех видах спорта, в котором она была единственной женщиной. За 38 лет в качестве тренера у неё никогда не было неудачных сезонов.
Саммитт написала три книги в соавторстве с Салли Дженкинс: Reach for the Summitt — мотивационная и частично биографическая книга, Raise the Roof о команде «Леди Волантирс» в победном сезоне 1997/1998 годов, и Sum It Up, описывающую её жизнь, включая свой опыт жизни с болезнью Альцгеймера.

## Спортивные достижения
- 16-кратный чемпион конференции SEC (1980, 1985, 1990, 1993, 1994, 1995, 1998, 1999, 2000, 2001, 2002, 2003, 2004,[2] 2007,[3] 2010, 2011)
- 16-кратный SEC Tournament Champions (1980, 1985, 1988, 1989, 1992, 1994, 1996, 1998, 1999, 2000, 2005, 2006, 2008, 2010, 2011, 2012)[2]
- 8-кратный SEC Coach of the Year (1983, 1995, 1998, 2001, 2003, 2004, 2007, 2011)[4]
- 7-кратный тренер года NCAA (1983, 1987, 1989, 1994, 1995, 1998, 2004)[2]
- 8-кратный чемпион NCAA (1987, 1989, 1991, 1996, 1997, 1998, 2007, 2008)[2]

## Награды
- 1990: Введена в Международный зал славы женского спорта как тренер[5].
- 1999: Введена в Women's Basketball Hall of Fame[6].
- 2000: Введена в Зал славы баскетбола[7].
- апрель 2000: Признана «Naismith Basketball Coach of the Century»[8].
- 2008: Признана Best Coach/Manager ESPY Award[9].
- 2009: Включена Sporting News на 11-м месте в список 50 величайших тренеров всех времен[10].
- 2011: Названа Sports Illustrated «Sportswoman of the Year»[11].
- Саммитт — единственная, в чью честь в NCAA назвали два корта: «Pat Head Summitt Court» и «The Summitt»[12].
- В честь неё названы две улицы: «Pat Head Summitt Street» и «Pat Head Summitt Drive» в университетских кампусах[12].
- 2012: Награждена Президентской медалью Свободы президентом Бараком Обамой[13].
- 2012: Награждена Arthur Ashe Courage Award на ESPY Awards[14].
- 2013: Включена в Зал славы ФИБА[15].